# Roko Žarnić

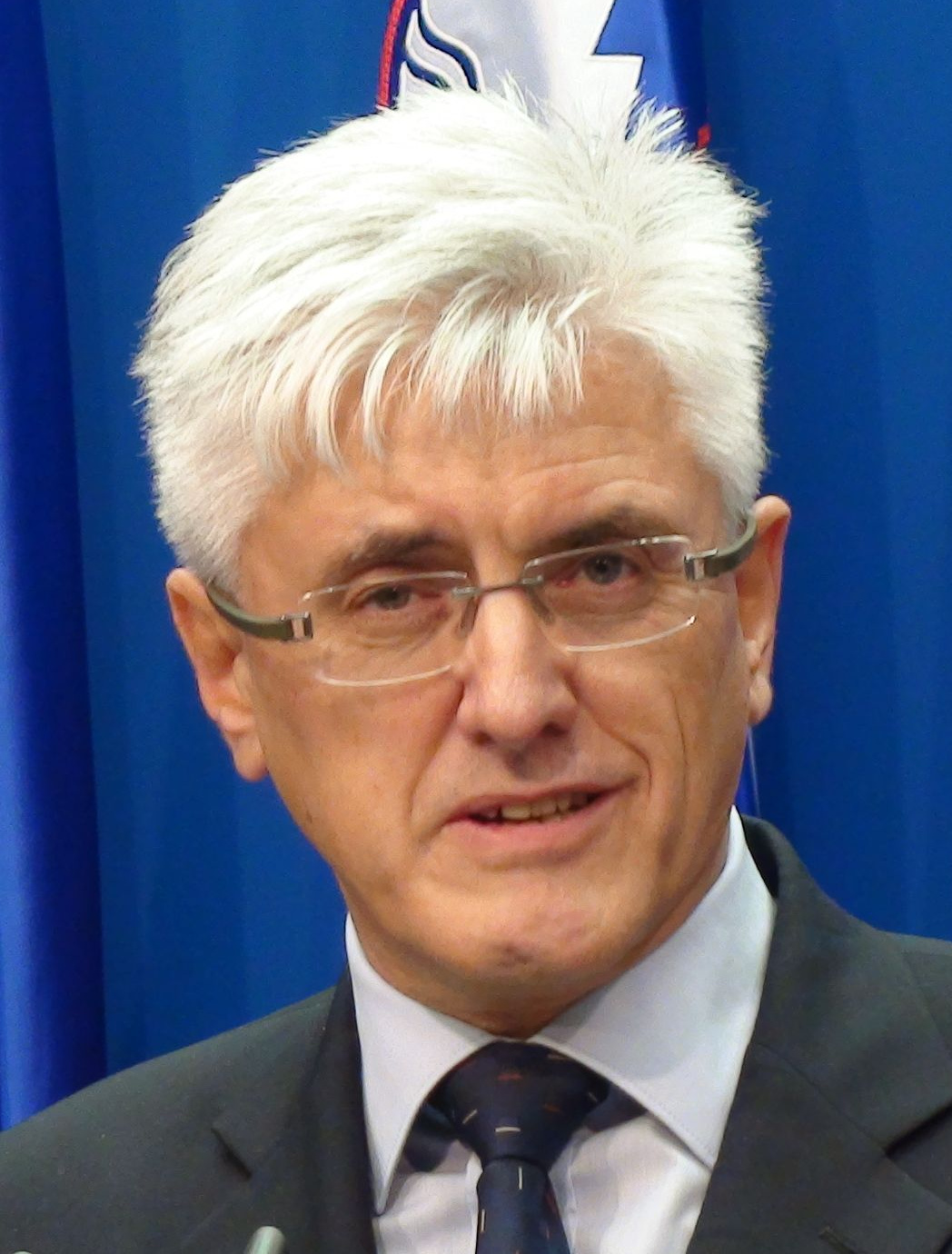
Roko Žarnić (2010)

Roko Žarnić (* 9. April 1950 in Ljubljana) ist ein slowenischer Bauingenieur und Politiker.

## Leben
Er studierte an der Universität Ljubljana, wo er 1992 promovierte. Er war als Forscher am Institut für Material- und Strukturforschung (ZRMK) tätig und lehrte ab 1993 als Assistenzprofessor, seit 2009 als ordentlicher Professor an der Universität Ljubljana. Sein Fachgebiet ist die Erdbebensicherheit von Gebäuden.
Als Nachfolger des zurückgetretenen Karl Erjavec wurde Žarnić im Februar 2010 Minister für Umwelt und Raumplanung im Kabinett von Borut Pahor. Er gehört der Demokratischen Pensionistenpartei Sloweniens an.

## Werke
- Lastnosti gradiv, 2003, ISBN 961-6167-57-X
- (mit Marjana Šijanec-Zavrl): Thermal Response of Wall-Tempered Heritage Buildings – Monitoring and Simulation, in: Klima in Museen und historischen Gebäuden, hrsg. v. Michael Kotterer, 2004, ISBN 3-901568-51-4